# Sydafrikansk solfågel
Sydafrikansk solfågel (Cinnyris afer) är en fågel i familjen solfåglar inom ordningen tättingar.

## Utseende och läte
Sydafrikansk solfågel är en stor solfågel med lång stjärt och lång, nedåtböjd näbb. Hanen har ljusgrå buk och ett relativt brett rött bröstband. Honan är genomgående gråbrun. Sången består av stigande och fallande toner. Lätet är ett hest och upprepat "skeet". Arten är lik kapsolfågel, men denna är 20 % mindre, med kortare och tunnare näbb, mycket smalare rött bröstband hos hanen och snabbare sång.

## Utbredning och systematik
Sydafrikansk solfågel behandlas antingen som monotypisk eller delas upp i två underarter med följande utbredning:
- C. a. saliens – östra Sydafrika (Limpopo och östra Gauteng till nordvästra KwaZulu-Natal och Östra Kapprovinsen, västra Swaziland och östra Lesotho
- C. a. afer – södra Sydafrika (södra Västra Kapprovinsen och sydvästra Östra Kapprovinsen)

Vissa auktoriteter inkluderar även ruwenzorisolfågel (C. stuhlmanni), marungusolfågel (C. prigoginei) och angolasolfågel (ludovicensis) i afer.

## Status
Arten har ett stort utbredningsområde och beståndet anses stabilt. Internationella naturvårdsunionen IUCN listar den därför som livskraftig (LC).

## Namn
Fågeln har på svenska även kallats större dubbelbandad solfågel.